# Hermann Maier
Hermann Maier (n. 7 decembrie 1972, Altenmarkt im Pongau, Salzburg, Austria) este un fost schior de performanță mondială austriac. El a fost la schi alpin, de două ori campion olimpic, de trei ori campion mondial și a câștigat de patru ori cupa mondială la schi alpin. La fel a mai câștigat proba la coborâri super-G la cele 5 discipline, de trei ori la slalom uriaș și de două ori la coborâri.

## Palmares
Jocurile Olimpice
- Nagano 1998: 1. Super-G, 1. slalom uriaș
- Torino 2006: 2. Super-G, 3. slalom uriaș, 6. coborâri

Campionatul mondial
- Vail 1999: 1. coborâri, 1. super-G
- St. Anton 2001: 2. coborâri, 3. super-G, 4. slalom uriaș
- St. Moritz 2003: 2. super-G, 8. coborâri
- Bormio 2005: 1. slalom uriaș, 4. super-G, 17. coborâri
- Åre 2007: 7. super-G, 13. coborâri, 21. slalom uriaș
- Val-d’Isère 2009: 6. coborâri, 18. super-G

Cupa mondială la schi alpin
- Câștigător la toate disciplinele : 1997/98, 1999/00, 2000/01, 2003/04. În  2000 cu 2000 puncte  fiind singrul care deține acest record
- Câștigător  super-G-: 1997/98, 1998/99, 1999/2000, 2000/01, 2003/04
- Câștigător slalom uriaș-: 1997/98, 1999/2000, 2000/01
- Câștigător coborâri-: 1999/2000, 2000/01

### Cupe la individual
| Data              | Locul                  | Țara     |
| ----------------- | ---------------------- | -------- |
| 29 decembrie 1997 | Bormio                 | Italia   |
| 16 ianuarie 1998  | Wengen                 | Elveția  |
| 29 decembrie 1998 | Bormio                 | Italia   |
| 27 noiembrie 1999 | Beaver Creek           | SUA      |
| 8 ianuarie 2000   | Chamonix               | Franța   |
| 29 ianuarie 2000  | Garmisch-Partenkirchen | Germania |
| 2 decembrie 2000  | Beaver Creek           | SUA      |
| 9 decembrie 2000  | Val-d’Isère            | Franța   |
| 20 ianuarie 2001  | Kitzbühel              | Austria  |
| 2 martie 2001     | Kvitfjell              | Norvegia |
| 8 martie 2001     | Åre                    | Suedia   |
| 6 decembrie 2003  | Beaver Creek           | SUA      |
| 14 februarie 2004 | St. Anton am Arlberg   | Austria  |
| 5 martie 2005     | Kvitfjell              | Norvegia |
| 28 ianuarie 2006  | Garmisch-Partenkirchen | Germania |

| Data              | Locul                | Țara     |
| ----------------- | -------------------- | -------- |
| 25 noiembrie 1997 | Park City            | SUA      |
| 6 ianuarie 1998   | Saalbach-Hinterglemm | Austria  |
| 13 ianuarie 1998  | Adelboden            | Elveția  |
| 25 octombrie 1998 | Sölden               | Austria  |
| 12 ianuarie 1999  | Adelboden            | Elveția  |
| 31 octombrie 1999 | Tignes               | Franța   |
| 24 noiembrie 1999 | Vail                 | SUA      |
| 5 februarie 2000  | Todtnau              | Germania |
| 29 octombrie 2000 | Sölden               | Austria  |
| 10 decembrie 2000 | Val-d’Isère          | Franța   |
| 9 ianuarie 2001   | Adelboden            | Elveția  |
| 15 februarie 2001 | Shigakōgen           | Japonia  |
| 10 martie 2001    | Åre                  | Suedia   |
| 23 octombrie 2005 | Sölden               | Austria  |

| Data              | Locul                  | Țara     |
| ----------------- | ---------------------- | -------- |
| 23 februarie 1997 | Garmisch-Partenkirchen | Germania |
| 6 decembrie 1997  | Beaver Creek           | SUA      |
| 10 ianuarie 1998  | Schladming             | Austria  |
| 11 ianuarie 1998  | Schladming             | Austria  |
| 1 februarie 1998  | Garmisch-Partenkirchen | Germania |
| 13 decembrie 1998 | Val-d’Isère            | Franța   |
| 21 decembrie 1998 | Innsbruck              | Austria  |
| 9 ianuarie 1999   | Schladming             | Austria  |
| 7 martie 1999     | Kvitfjell              | Norvegia |
| 28 noiembrie 1999 | Beaver Creek           | SUA      |
| 5 decembrie 1999  | Lake Louise            | Canada   |
| 21 ianuarie 2000  | Kitzbühel              | Austria  |
| 16 martie 2000    | Bormio                 | Italia   |
| 26 noiembrie 2000 | Lake Louise            | Canada   |
| 19 ianuarie 2001  | Kitzbühel              | Austria  |
| 4 martie 2001     | Kvitfjell              | Norvegia |
| 27 ianuarie 2003  | Kitzbühel              | Austria  |
| 30 noiembrie 2003 | Lake Louise            | Canada   |
| 1 februarie 2004  | Garmisch-Partenkirchen | Germania |
| 11 martie 2004    | Sestriere              | Italia   |
| 24 ianuarie 2005  | Kitzbühel              | Austria  |
| 6 martie 2005     | Kvitfjell              | Norvegia |
| 20 ianuarie 2006  | Kitzbühel              | Austria  |
| 30 noiembrie 2008 | Lake Louise            | Canada   |

| Data             | Locul              | Țara    |
| ---------------- | ------------------ | ------- |
| 18 ianuarie 1998 | Wengen / Veysonnaz | Elveția |